# Mediterrán barátfóka
A mediterrán barátfóka (Monachus monachus) az emlősök (Mammalia) osztályának ragadozók (Carnivora) rendjébe, ezen belül a fókafélék (Phocidae) családjába tartozó faj.

## Előfordulása
A mediterrán területeken, főleg az Égei-tengeren, Madeira-szigeteken, Jón-tengeren, Görögország nyugati partjainál, Törökország déli partjainál, Albániában, Cipruson és Marokkóban honos. Korábban a Fekete-tengerben is élt. Tízezrével lőtték őket, míg 1996-ban alig több mint 500 példány maradt, de ezek is a turisták és a búvárok zaklatása miatt nagymértékben veszélyeztetve vannak. Az Égei-tengeren az Északi-Szpórádok szigetcsoport külső szigetein találhatók meg egy nemzeti parkon belül, melyet hivatalosan elzártak a látogatók elől. Azonban van itt egy sziget, amelyet nem vontak a park védelme alá, mégis élnek itt fókák, akiket az ottani turisták és halászok rendszeresen zavarnak.

## Megjelenése
A mediterrán barátfóka bundája lehet barna vagy akár szürke színű is. Az újszülött kölykök fekete színűek, fehér és sárga foltokkal a hasukon. A hímek testtömege 315 kilogramm, hossza pedig elérheti 2,4 métert. A nőstények kisebb méretűek, tömegük átlagosan 300 kilogramm. Testének felső oldala barnásszürke vagy barnásfekete, hasa világos, egymásba folyó sárgás- vagy szürkésfehér foltokkal, néha egyszínű barna is lehet. Az idősebb állatok egyre halványabbak, néha egészen ezüstösek.

## Életmódja

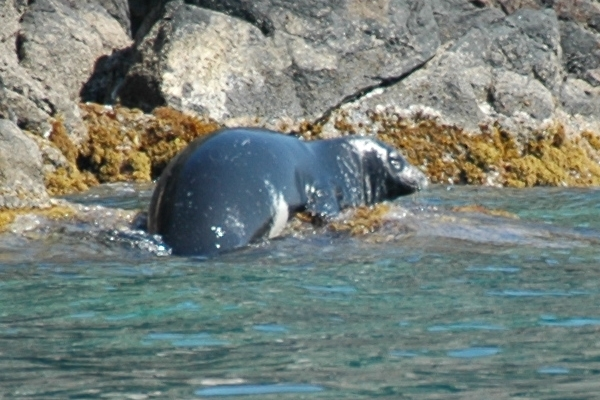
Mediterrán barátfóka a természetes élőhelyén

A barátfókák a sziklás partoknál szeretnek vadászni. Keveset vándorolnak, többnyire ősidők óta megszokott pihenő- és ellőhelyeiken tartózkodnak. A sok kis csónak és hajó, amellyel a turisták még a legfélreesőbb szigeteket is felkeresik, olyan tartós és rendszeres zavarást jelent a barátfókák számára, hogy nem képesek kipihenni magukat, és megszokott ellőhelyeiken sem tudnak már szaporodni. Jobb híján tehát barlangokat keresnek fel. A mediterrán barátfókák meglepően ügyesen kúsznak a szárazon. Mellső lábuk ujjain ugyanis (amely egyébként kitűnő uszonyként is szolgál) még megvannak széles, erős karmaik. A vízből kimászva ezekkel kapaszkodnak meg a sziklákon és támasztják alá testüket. Így, szemben például a borjúfókával, a sziklákkal szegélyezett tengerpartokon is el tudják hagyni a vizet. A vízben a mediterrán barátfókák ügyesen úsznak, még a cápákat is elhagyják, amelyekből a nagyobb fajok veszélyesek lehetnek rájuk nézve. Ragadozó állat. Fő táplálékai angolnafélék, szardínia, homár, makrélafélék (tonhalak), lepényhalfélék és fejlábúak. Az állatoknak erős „ragadozó”-állkapcsa van, amellyel a halakat megragadják és széttépik, de kisebb darabokra szétrágni nem tudják. A zsákmányból letépett cafatokat így mindig megrágatlanul nyelik le. Nagyon fontos, hogy főként a forró évszakban ne zavarják őket, mivel tömzsi testüket folyton hűteniük kell, a túlzott hőtermeléstől pedig óvakodniuk kell. Ezért árnyas szirteket vagy parti barlangokat keresnek fel, nehogy túlhevüljenek. Legfeljebb 20 évig élhet.

## Szaporodása
A fókák többségéhez hasonlóan a mediterrán barátfókák a szárazon hozzák világra kicsinyeiket. A korábban megközelíthetetlen és zavartalan szigetek sziklás partjain lévő kedvelt pihenőhelyeik egyben ellőhelyek és „bölcsődék” is. A fiatalok szeptemberben vagy októberben születnek meg, anyjuk három évig gondozza őket. Négyévesen válnak ivaréretté.

## Egyéb
Az intenzív és szabályozatlan irtás e fajt a kipusztulás szélére sodorta. A mediterrán barátfóka Európa kipusztulástól közvetlenül fenyegetett emlősei közé tartozik.

## Rokon fajok
A mediterrán barátfóka közeli rokonságban áll a hawaii barátfókával (Monachus schauinslandi) és a karibi barátfókával (Monachus tropicalis), az utóbbi a 20. században kihalt.